# Paracymoriza multispinea
Paracymoriza multispinea is een vlinder uit de familie van de grasmotten (Crambidae), uit de onderfamilie van de Acentropinae. De wetenschappelijke naam van deze soort is voor het eerst gepubliceerd in 2003 door Ping You, Shu-Xia Wang en Hou-Hun Li.
De soort komt voor in China (Guizhou).